# 1626 en science
| Années de la science : 1623 - 1624 - 1625 - 1626 - 1627 - 1628 - 1629    |
| Décennies de la science : 1590 - 1600 - 1610 - 1620 - 1630 - 1640 - 1650 |

Cet article présente les faits marquants de l'année 1626 en science.

## Événements
- Avril-juin : Galilée poursuit ses recherches sur l'armature de l'aimant[1].

## Publications
- Giovanni Camillo Glorioso : Responsio Io. Camilli Gloriosi ad controuersias de cometis peripateticas, sue, potius ad calumnias, & mendacia cuiusdam peripatetici ;
- Christoph Scheiner : Rosa Ursina sive Sol, Bracciano, 1626–30, IMSS Digital Library.
- Johann Neander : Traicté du tabac, ou nicotiane, panacée, petun, autrement herbe à la reyne.

## Naissances

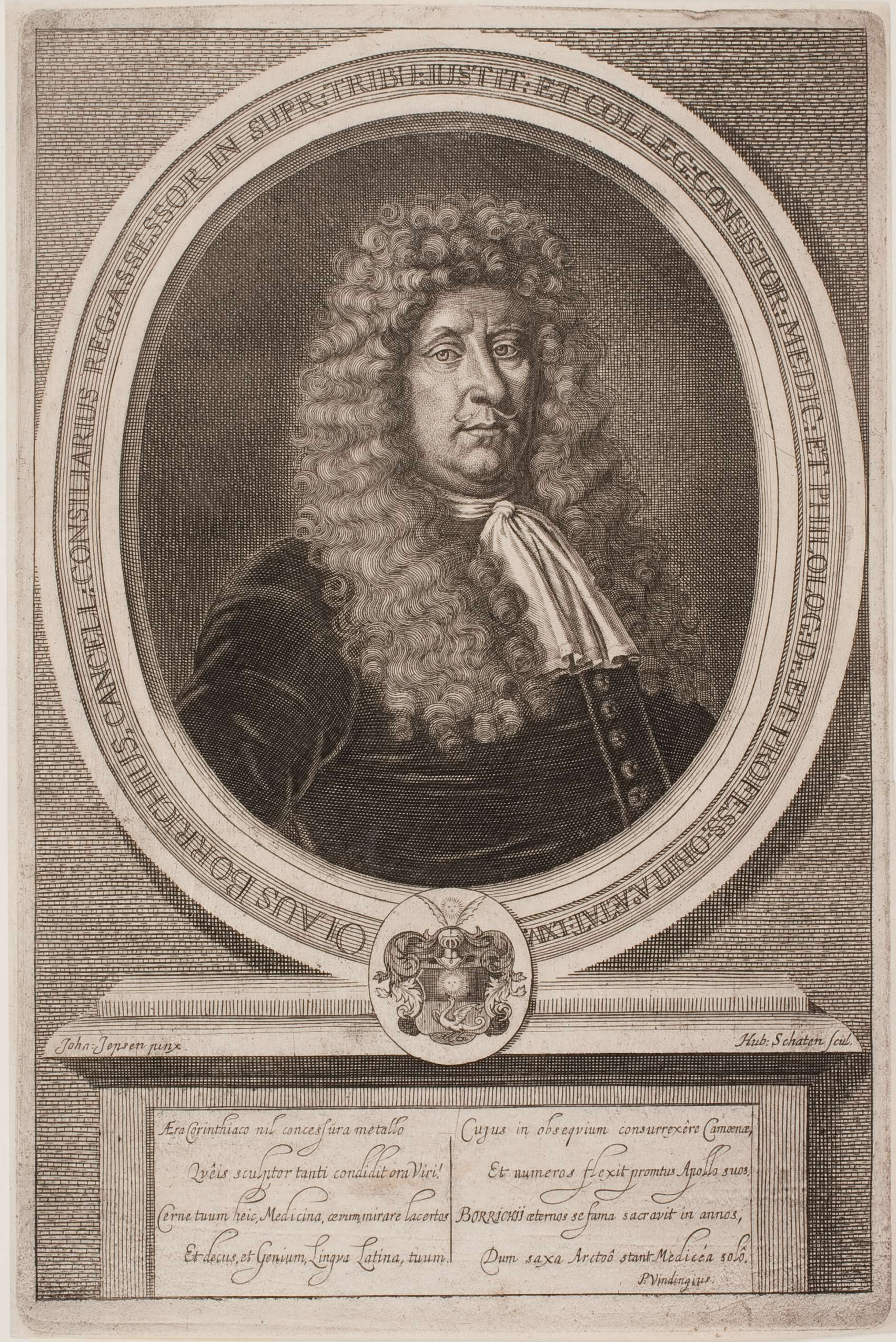
Ole Borch

- 18 ou 19 février : Francesco Redi (mort en 1697), médecin, biologiste et poète italien.
- 7 avril : Ole Borch (Olaus Borrichius) (mort en 1690), chimiste, médecin, grammairien et poète danois.
- Sébastien Matte La Faveur (mort en 1714), chimiste et pharmacien français.
- Pietro Mengoli (mort en 1686), mathématicien italien.

## Décès
- 11 février : Pietro Cataldi (né en 1548), mathématicien italien.
- 28 février : Salomon de Caus (* 1576), ingénieur français (contributions dans divers domaines dont la mécanique et l'hydraulique).
- 9 avril : Francis Bacon (* 1561), homme d'État et philosophe anglais, l'un des pionniers de la pensée scientifique moderne.
- 11 avril : Marin Getaldić ou Ghetaldi (* 1568), homme politique, mathématicien et physicien italien, l'un des mathématiciens à l'origine de l'émergence de l'algèbre nouvelle.
- 14 avril : Gaspare Aselli (* 1580), anatomiste italien.
- 21 juin : Anselmus Boëtius de Boodt (* vers 1550), humaniste flamand, prêtre, médecin et minéralogiste.
- 30 octobre : Willebrord Snell van Royen ou Snellius (* 1580), mathématicien et physicien néerlandais.
- 1er décembre : Juan de Tovar (né vers 1547), prêtre jésuite indigène (mexicain) et linguiste.
- 10 décembre : Edmund Gunter (* 1581), mathématicien anglais.